# Анашкина, Ольга Юрьевна
О́льга Ю́рьевна Ана́шкина (род. 10 августа 1956, Москва) — советский и российский художник-аниматор.

## Биография
Родилась 10 августа 1956 в Москве.
В 1978—1982 училась в Московском государственном гуманитарном университете (на художника-графика).
В 1974, когда ей было 18 лет, устроилась на студию «Мульттелефильм» творческого объединения «Экран» и проработала там до самого закрытия. Её дебютная работа стала мультипликационная трилогия «Дядя Фёдор, пёс и кот» по одноимённой повести Эдуарда Успенского.
Не задолго после закрытия ТО «Экран», Ольга Юрьевна устроилась работать на студии «Кристмас Филмз», где проработала год. Её последним местом работы была студия «Классика», где проработала с 2001 по 2002. После 1995 года она сотрудничала с другими киностудиями.
Работала в объёмной анимации и технике объёмной и плоской перекладки.

## Фильмография
- 1975—1976 — Дядя Фёдор, пёс и кот (1 и 3 серии)
- 1975 — Волк и семеро козлят на новый лад
- 1978 — Краденое солнышко
- 1979 — Большой секрет для маленькой компании
- 1980 — Почему слоны?
- 1981 — Ушастик и его друзья
- 1982 — Жил-был Саушкин (3 серия)
- 1982 — Чертёнок № 13
- 1982 — Космические пришельцы (2 серия)
- 1983 — Гори, гори ясно
- 1983 — Ракушка
- 1983 — Малиновка и медведь
- 1984 — Три медведя
- 1984 — А в этой сказке было так…
- 1984 — Ученик волшебника
- 1984 — Кто сильней?
- 1984 — Дом для Кузьки
- 1985 — КОАПП. Разными глазами
- 1985 — Приключения домовёнка
- 1986 — Корабль пустыни
- 1986 — Новоселье у Братца Кролика[2]
- 1987 — Белая цапля
- 1989 — Античная лирика
- 1991 — Как мышонок летучим стал
- 1991 — Соловей
- 1992 — Большой налёт
- 1995 — Суровые законы моря
- 1999 — Тростниковая шапочка
- 2000 — Чудотворец
- 2002 — Персефона
- 2002 — Соловей-разбойник
- 2004 — Как тигрёнок искал полоски
- 2004 — Новогоднее приключение двух братьев
- 2006 — Крошечка Хаврошечка
- 2006 — Новогодняя фантазия Кота-Мурлыки
- 2008 — Жизнь маленьких зверей